# スタートレック ファーストコンタクト
『スタートレック ファーストコンタクト』（Star Trek: First Contact）は、1996年のアメリカのSF映画。『スタートレック』の劇場版第8作で、『新スタートレック』の登場人物たちが出演する劇場版としては2作目にあたる。監督は副長ウィリアム・ライカー役のジョナサン・フレイクス。劇場公開時の邦題は『ファースト・コンタクト STAR TREK』。
『スタートレック』の全ての始まりともいえる人類初のワープ飛行の日を舞台に、『新スタートレック』において惑星連邦最大の脅威であるボーグとの戦いを描いている。

## あらすじ
西暦2373年。かつて惑星連邦宇宙艦隊を苦しめたボーグ集合体が再び太陽系へ侵攻してきた。U.S.S.エンタープライズEの艦長ピカードは、ボーグに同化されたことがあるために迎撃任務から外されたが宇宙艦隊の危機を知り、命令を破って参戦、ボーグ・キューブを撃破する事に成功する。
しかし、爆発寸前のキューブから脱出したボーグ・スフィアが時間の渦へ飛び込むと同時に地球の姿が一変した。ボーグは過去へのタイムトラベルを行い、地球を同化してしまったのだ。ピカードは歴史を元に戻すため、スフィアを追って時間の渦へ突入する。
スフィアとエンタープライズが辿り着いたのは2063年4月4日。ゼフラム・コクレーンが人類初のワープ飛行を行う前日だった。ライカーたちはボーグの攻撃で傷ついた実験船フェニックスの修理を手伝おうとするが、未来世界で自分が英雄扱いされていると知ったコクレーンは動揺し、逃げ出してしまう。一方、エンタープライズ艦内では侵入したボーグ・ドローンとピカードたちの戦闘が始まっていた。

## キャスト
※括弧内は日本語吹き替え
- ジャン＝リュック・ピカード - パトリック・スチュワート（麦人）
- ウィリアム・T・ライカー - ジョナサン・フレイクス（大塚明夫）
- データ - ブレント・スパイナー（大塚芳忠）
- ウォーフ - マイケル・ドーン（銀河万丈）
- ジョーディ・ラ＝フォージ - レヴァー・バートン（星野充昭）
- ビバリー・クラッシャー - ゲイツ・マクファーデン（一城みゆ希）
- ディアナ・トロイ - マリーナ・サーティス（高島雅羅）
- レジナルド・バークレー - ドワイト・シュルツ（荒川太郎）
- 緊急用医療ホログラム - ロバート・ピカード（中博史）
- ゼフラム・コクレーン - ジェームズ・クロムウェル（坂口芳貞）
- リリー・スローン - アルフレ・ウッダード（安達忍）
- ボーグ・クイーン - アリス・クリーグ（野沢由香里）

日本語吹き替え版
- 演出：伊達康将、翻訳：中村久世、制作：東北新社
- その他声の出演：古田信幸、三浦智子、水野龍司、中田和宏、天田益男、沢海陽子、横尾博之

## 備考
- 『スタートレック:エンタープライズ』第49話は、北極へ墜落したボーグ・スフィアの残骸が発掘され、機能停止していたドローンが再起動するという話。本作の後日談に当たるが、ボーグという単語は一切登場しない。
- 本作からエンタープライズ号ユニフォームはマイナーチェンジされ、上着は肩から上が灰色で下が黒になり、アンダーシャツが役職ごとに色分けされたタイプになった[2]。